# Universiteit van Wyoming

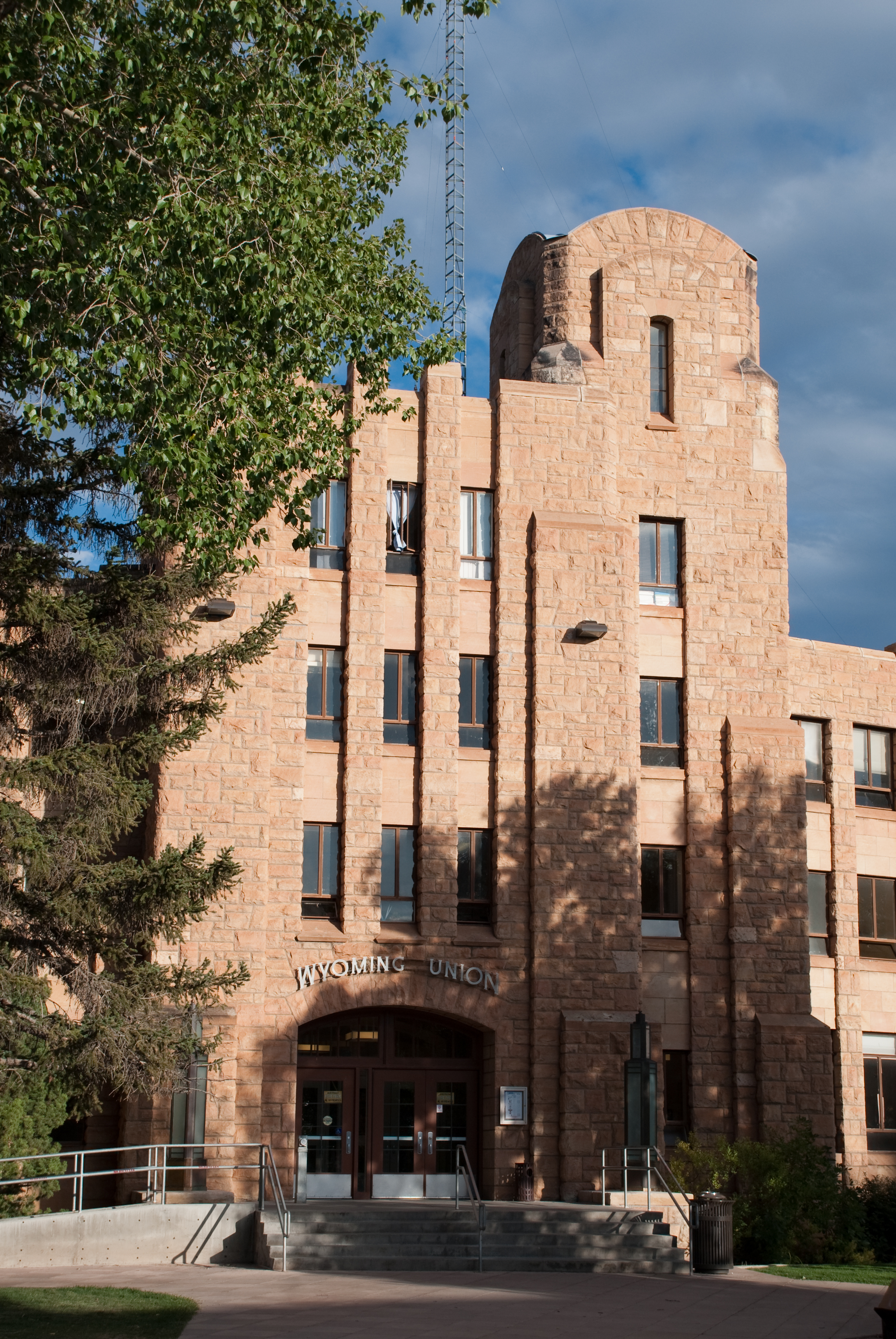
Het Wyoming Union-gebouw is het hart van de universiteit.

De Universiteit van Wyoming (Engels: University of Wyoming) is een Amerikaanse openbare universiteit in Laramie (Wyoming). De universiteitscampus bevindt zich op de Laramie Plains, op een hoogte van 2194 meter, tussen de gebergtes Laramie Mountains en de Snowy Range. De universiteit werd in 1886 opgericht, vier jaar voor Wyoming een staat werd, en opende haar deuren in september 1887.
De Universiteit van Wyoming biedt meer dan 190 bachelors, masters en doctoraten aan uit zeven colleges. Met bijna 14.000 ingeschreven studenten is de Universiteit van Wyoming de grootste instelling voor hoger onderwijs in de staat. Volgens de Princeton Review behoort de Universiteit van Wyoming tot de 15% beste universiteiten in de Verenigde Staten. 

## Alumni
Enkele bekende alumni van de Universiteit van Wyoming zijn:
- Jerry Buss, ondernemer
- Dick Cheney, vicepresident van de Verenigde Staten
- Fennis Dembo, basketbalspeler
- William Edwards Deming, statisticus
- Dave Freudenthal, gouverneur van Wyoming
- Cynthia Lummis, politica
- Matt Mead, gouverneur van Wyoming
- Zenobia Powell Perry, componiste en muziekpedagoge
- Theo Ratliff, basketbalspeler
- Peter Schoomaker, legergeneraal
- Matthew Shepard, homoseksuele student, overleden door homofobie-gerelateerd geweld
- Charles W. Smith, componist en muziekpedagoog
- Craig Thomas, politicus